# Aeolosia atropunctata
Aeolosia atropunctata är en fjärilsart som beskrevs av Arnold Pagenstecher 1895. Aeolosia atropunctata ingår i släktet Aeolosia och familjen björnspinnare. Inga underarter finns listade i Catalogue of Life.